# Guy Larcier
Pour les articles homonymes, voir Larcier.
Guy Larcier, né le 21 septembre 1939 à Braine-le-Château, est un homme politique belge francophone, membre du PS.
Il est ingénieur industriel, ancien professeur et inspecteur de l'enseignement provincial.

## Fonctions politiques
- Sénateur belge du 23 décembre 1987 au 21 mai 1995.
- Député fédéral belge du 21 mai 1995 au 10 avril 2003.
- Ancien bourgmestre d'Arlon.
- Ancien premier échevin d'Arlon.

## Distinctions
- Chevalier de l'ordre de Léopold.